# Jason Bonsignore
Pour les articles homonymes, voir Bonsignore.
Jason Bonsignore (né le 15 avril 1976 à Rochester dans l'État de New York aux États-Unis) est un joueur professionnel de hockey sur glace,.

## Carrière
Il commence sa carrière en 1992 avec les Royals de Newmarket en Ligue de hockey de l'Ontario. Il est choisi en 1994 au cours du repêchage d'entrée dans la Ligue nationale de hockey par les Oilers d'Edmonton au 1er tour, en 4e position. En 1995, il joue son premier match de LNH et inscrit son premier but contre les Flames de Calgary. Par la suite, il navigue entre la Ligue américaine de hockey, la ligue internationale et la LNH. De 1997 à 1999, il joue avec le Lightning de Tampa Bay. De 2000 à 2002, il met sa carrière entre parenthèses tout comme lors de la saison 2006-2007.
Il a fait deux passages en Europe, en 2003-2004 jouant en LNB avec le HC Bienne et en 2005-2006 dans la SM-Liiga puis en GET-ligaen. Il joue actuellement aux Devils de Trenton en ECHL.

## Statistiques
Pour les significations des abréviations, voir Statistiques du hockey sur glace.
| Saison     | Équipe                          | Ligue      |    | Saison régulière | Saison régulière | Saison régulière | Saison régulière | Saison régulière |    | Séries éliminatoires | Séries éliminatoires | Séries éliminatoires | Séries éliminatoires | Séries éliminatoires |
| Saison     | Équipe                          | Ligue      | PJ | B                | A                | Pts              | Pun              | PJ               | B  | A                    | Pts                  | Pun                  |                      |                      |
| 1992-1993  | Royals de Newmarket             | LHO        | 66 | 22               | 20               | 42               | 6                | 7                | 0  | 3                    | 3                    | 0                    |                      |                      |
| 1993-1994  | Royals de Newmarket             | LHO        | 17 | 7                | 17               | 24               | 22               | -                | -  | -                    | -                    | -                    |                      |                      |
| 1993-1994  | Thunder de Niagara Falls        | LHO        | 41 | 15               | 47               | 62               | 41               | -                | -  | -                    | -                    | -                    |                      |                      |
| 1994-1995  | Thunder de Niagara Falls        | LHO        | 26 | 12               | 21               | 33               | 51               | -                | -  | -                    | -                    | -                    |                      |                      |
| 1994-1995  | Wolves de Sudbury               | LHO        | 23 | 15               | 14               | 29               | 45               | 17               | 13 | 10                   | 23                   | 12                   |                      |                      |
| 1994-1995  | Oilers d'Edmonton               | LNH        | 1  | 1                | 0                | 1                | 0                | -                | -  | -                    | -                    | -                    |                      |                      |
| 1995-1996  | Wolves de Sudbury               | LHO        | 18 | 10               | 16               | 26               | 37               | -                | -  | -                    | -                    | -                    |                      |                      |
| 1995-1996  | Oilers du Cap-Breton            | LAH        | 12 | 1                | 4                | 5                | 12               | -                | -  | -                    | -                    | -                    |                      |                      |
| 1995-1996  | Oilers d'Edmonton               | LNH        | 20 | 0                | 2                | 2                | 4                | -                | -  | -                    | -                    | -                    |                      |                      |
| 1996-1997  | Bulldogs de Hamilton            | LAH        | 78 | 21               | 33               | 54               | 78               | 7                | 0  | 0                    | 0                    | 4                    |                      |                      |
| 1997-1998  | Bulldogs de Hamilton            | LAH        | 8  | 0                | 2                | 2                | 14               | -                | -  | -                    | -                    | -                    |                      |                      |
| 1997-1998  | Lightning de Tampa Bay          | LNH        | 35 | 2                | 8                | 10               | 22               | -                | -  | -                    | -                    | -                    |                      |                      |
| 1997-1998  | Dragons de San Antonio          | LIH        | 22 | 3                | 8                | 11               | 34               | -                | -  | -                    | -                    | -                    |                      |                      |
| 1997-1998  | Lumberjacks de Cleveland        | LIH        | 6  | 4                | 0                | 4                | 32               | 8                | 1  | 1                    | 2                    | 20                   |                      |                      |
| 1998-1999  | Lightning de Tampa Bay          | LNH        | 23 | 0                | 3                | 3                | 8                | -                | -  | -                    | -                    | -                    |                      |                      |
| 1998-1999  | Lumberjacks de Cleveland        | LIH        | 48 | 14               | 19               | 33               | 68               | -                | -  | -                    | -                    | -                    |                      |                      |
| 1999-2000  | Maple Leafs de Saint-Jean       | LAH        | 29 | 6                | 13               | 19               | 30               | -                | -  | -                    | -                    | -                    |                      |                      |
| 2002-2003  | Falcons de Springfield          | LAH        | 37 | 9                | 12               | 21               | 39               | -                | -  | -                    | -                    | -                    |                      |                      |
| 2002-2003  | Lock Monsters de Lowell         | LAH        | 12 | 1                | 4                | 5                | 8                | -                | -  | -                    | -                    | -                    |                      |                      |
| 2003-2004  | Stingrays de la Caroline du Sud | ECHL       | 5  | 2                | 5                | 7                | 2                | -                | -  | -                    | -                    | -                    |                      |                      |
| 2003-2004  | HC Bienne                       | LNB        | 9  | 9                | 3                | 12               | 6                | -                | -  | -                    | -                    | -                    |                      |                      |
| 2004-2005  | Stingrays de la Caroline du Sud | ECHL       | 1  | 0                | 0                | 0                | 0                | -                | -  | -                    | -                    | -                    |                      |                      |
| 2004-2005  | Wranglers de Las Vegas          | ECHL       | 18 | 4                | 8                | 12               | 51               | -                | -  | -                    | -                    | -                    |                      |                      |
| 2005-2006  | Pelicans Lahti                  | SM-Liiga   | 7  | 4                | 1                | 5                | 18               | -                | -  | -                    | -                    | -                    |                      |                      |
| 2005-2006  | Ilves Tampere                   | SM-Liiga   | 4  | 0                | 1                | 1                | 6                | -                | -  | -                    | -                    | -                    |                      |                      |
| 2005-2006  | Trondheim IK                    | GET ligaen | 17 | 6                | 6                | 12               | 51               | -                | -  | -                    | -                    | -                    |                      |                      |
| 2007-2008  | Falcons de Fresno               | ECHL       | 7  | 0                | 2                | 2                | 10               | -                | -  | -                    | -                    | -                    |                      |                      |
| 2007-2008  | Devils de Trenton               | ECHL       | 21 | 1                | 10               | 11               | 24               | -                | -  | -                    | -                    | -                    |                      |                      |
| Totaux LNH | Totaux LNH                      | Totaux LNH | 79 | 3                | 13               | 16               | 34               | -                | -  | -                    | -                    | -                    |                      |                      |

## Carrière internationale
Il a représenté l'Équipe des États-Unis de hockey sur glace en sélections jeunes.

### Statistiques en équipe nationale
| Année | Édition                     | PJ | B | A | Pts | Pun | Résultat |
| ----- | --------------------------- | -- | - | - | --- | --- | -------- |
| 1994  | Championnat du monde junior | 7  | 0 | 0 | 0   | 26  | 6e place |
| 1995  | Championnat du monde junior | 7  | 2 | 2 | 4   | 6   | 5e place |

## Transactions en carrière
- Le 30 décembre 1997 : échangé aux Lightning de Tampa Bay par les Oilers d'Edmonton avec Bryan Marchment et de Steve Kelly en retour de Roman Hamrlik et de Paul Comrie.